# جدجد خطي الرأس
جدجد خطي الرأس[بحاجة لمصدر] (الاسم العلمي: Gryllus lineaticeps) هو نوع من الحشرات يتبع جنس الجدجد من فصيلة الجداجد الحقيقية.